# 樟斗镇
新城镇，是中国江西省赣州市大余县下辖的一个乡镇级行政单位。

## 行政区划
新城镇共辖以下地区：
新城居民委员会、新城村、合江村、水西村、东乾村、窑孜前村、白田埠村、周屋村、桥西村、京州村、王屋岭村、灌湖村、分水坳村、巷口村、高龙村、龙王庙村、樟树下村、莲塘村、观路村、水南村、鱼仙村、店孜里村、茶园村、南丰村。